# 美濃福岡駅
美濃福岡駅（みのふくおかえき）は、かつて岐阜県恵那郡福岡町（現・中津川市）に存在した北恵那鉄道北恵那鉄道線の駅（廃駅）である。

## 歴史
- 1924年（大正13年）8月5日：北恵那鉄道線開通に際し開業。
- 1936年（昭和11年）12月：当駅構内の福岡変電所の電動発電機が火災（落雷が原因という）で損傷し、全線が運休。駄知鉄道、笠原鉄道から蒸気機関車を借用し運行を再開。
- 1937年（昭和12年）2月：福岡変電所が復旧し、電車の運行再開。
- 1978年（昭和53年）9月18日：北恵那鉄道線とともに廃止。

## 駅施設
木造駅舎が設置され、廃止時点まで有人駅であった。また、開業当初より駅構内には変電所が設置されていた。2面2線のホームを有し、交換設備を有していた。北恵那鉄道は他の中間駅にも交換施設があったのだが、廃止時まで使用されていたのは美濃福岡駅のみであった。
福岡町の中心地に近いこともあり、利用客は多かったという。

## 現在の状況
1984年1月発売の『空から見た岐阜県 - 航空写真集』（中日新聞社）に、廃線から5年後の1983年10月撮影の当駅跡周辺が撮影されており、廃線跡軌道がはっきりと確認できる。
ホームの痕跡が長らく残っていたが、福岡町役場（現・中津川市福岡総合事務所）の駐車場拡張工事により撤去された。2004年（平成16年）12月14日、駅跡地の駐車場の一角に記念碑が完成した。

## 隣の駅
北恵那鉄道
北恵那鉄道線
関戸駅 - 美濃福岡駅 - 栗本駅